# Flow (psykologi)
Flow kan defineres som en tilstand af selvforglemmende opslugthed af en aktivitet, der fuldstændig lægger beslag på individets opmærksomhed og giver en fornemmelse af uanstrengt og spontant at kunne styre. Oplevelsen er ofte forbundet med at glemme tid og sted og med en intens følelse af mening, tilfredshed og styrke. Den optræder oftest i grænselandet mellem på den ene side angst – hvor der er for mange krav, muligheder og udfordringer – og på den anden side kedsomhed – hvor der er for få. Normativt lægger begrebet op til at lære mennesker at styre deres opmærksomhed eller psykiske energi ind imellem de to poler for at øge lykke, nydelse, glæde og livskvalitet.
Med baggrund i positiv psykologi er flow-begrebet blevet udviklet og udforsket af Mihaly Csikszentmihalyi (udtales på engelsk chick-sent-me-high-ee), der i 1988 samlede essensen af sin forskning i bogen "The Flow experience and its significance for human psychology", som op gennem 1990’erne fik en betydelig indflydelse både på mange psykologiske discipliner og fx på organisations- og ledelsesteori. Fordi han spænder så vidt i emnevalg og tilgang, er det blevet en populær bog med mange indsigter, der har stimuleret forskeres og praktikeres tænkning og adfærd. Ud over psykologi trækker Csikszentmihalyi i sin bog på sociologi, økonomi, kulturhistorie og filosofi.
Men det styrende udgangspunkt er psykologi. Ud fra undersøgelser af nydelsens fænomenologi opregnes de væsentlige elementer i oplevelsen af flow, og disse elementer illustreres og gennemspilles i fire kapitler over godt 100 sider med eksempler på flow-oplevelser fra så forskellige aktiviteter som sport, musik, sex, tænkning, ensomhed og arbejde.
Et af elementerne i oplevelsen af flow er ifølge Csikszentmihalyi, at aktiviteten rummer en opgave med klare mål og øjeblikkelig feedback. Måske derfor har han valgt at strukturere sin tilgang til stoffet i disse fire kapitler ret ensartet, så målet er klart, og læseren øjeblikkelig får feedback på sin forståelse (næsten som at være til eksamen) – med det resultat at indholdet kommer til at virke lidt forudsigeligt og med pænt stor afstand mellem de flow-oplevelser, læsningen skaber. I øvrigt er der andre pointer i bogen, der umiddelbart er mere overbevisende, end at klare mål og øjeblikkelig feedback er afgørende for at opnå flow.
Csikszentmihalyis fremstilling er underbygget af omfattende empirisk materiale, og han præsenterer resultaterne med sans for overraskelser og paradokser. Blandt de spændende og måske overraskende fund er, at flow synes at optræde hyppigere på arbejde end i fritiden. En anden knap så overraskende opdagelse er, at gode oplevelser sjældent har noget med penge eller velstand at gøre.[kilde mangler]